# Выборнова, Ирина Евгеньевна
Ирина Евгеньевна Выборнова (род. 28 марта 1951, Малаховка, Московская область) — российский экономист, политический деятель, депутат Государственной Думы ФС РФ первого созыва, кандидат экономических наук.

## Биография
В 1973 году окончила высшее образование по специальности «экономист» в Московском лесотехническом институте. В 1987 году защитила диссертацию на соискание учёной степени кандидата экономических наук по теме «Определение оптимального состава производств в лесозаготовительных предприятиях».
С 1973 по 1990 год работала в Московком лесотехническом институте в должности ассистента, доцента кафедры экономики. С 1990 по 1992 год работала в «Мобизнесбанке» начальником отдела, с 1992 по 1993 год работала директором ТОО «Медиатор». В 1993 году входила в Высший экономический совет при Президиуме Верховного Совета РСФСР.
В 1993 году была избрана Депутатом государственной думы Федерального Собрания Российской Федерации I созыва. В Государственной думе была членом комитета по вопросам геополитики, членом Мандатной комиссии, входила во фракции «Женщины России».
Работала в Аналитическом управлении Аппарата Государственной Думы Федерального Собрания РФ в должности советника отдела аналитических разработок. Государственный советник Российской федерации 1 класса. Была вице-президентом Вольного экономического общества, вице-президентом в фонде «Женская инициатива».

## Награды
- Орден Дружбы (7 сентября 1995 года) — за заслуги перед государством и многолетний добросовестный труд[6].